# 木格镇 (贵港市)
木格镇，是中华人民共和国广西壮族自治区贵港市港南区下辖的一个乡镇级行政单位。

## 行政区划
木格镇下辖以下地区：
和平村、君子岭村、社岭村、谭冯村、班凤村、江石村、柳塘村、木格村、护录村、周樟村、陆化村、东坡村、岭塘村、朗联村、云垌村、盘古村、合岭村、良坡村、寿莫村、平悦村、水泉村、陈索村、黄村、梁村、早礼村和黄石村。